# The High Strung
Pour les articles homonymes, voir High Strung.
The High Strung est un groupe de rock américain, originaire de Williamsburg, à Brooklyn.

## Biographie
Les membres sont originaires de Détroit dans le Michigan. aux États-Unis. Le groupe se compose du chanteur et guitariste Josh Malerman, du bassiste Chad Stocker, et du batteur Derek Berk. Malerman et Berk se sont connus à l'université d'État du Michigan à la fin des années 1990 avant de se localiser à New York. Le groupe se forme alors à Williamsburg.
En 2004, ils laissent leur bus garé sur les marches du Rock and Roll Hall of Fame à Cleveland. En 2005, ils font la tournée des bibliothèques du Michigan, cherchant un épisode datant du 4 août 2005 de This American Life sur la Chicago Public Radio intitulé Dewey Decibel System.
Leur chanson The Luck You Got de l'album Moxie Bravo (2006) est utilisée pour le générique de la série télévisée américaine Shameless. Ils participent à un entretien avec le magazine indépendant Daytrotter en septembre 2006, dans un article appelé The High Strung: A Tattered Atlas for a Co-Pilot and a Friend in Uncle Bob, sur leur relation avec Robert Pollard. The High Strung sont aussi inclus dans un article du Time Out New York en juin 2007.
En 2011, ils publient un album intitulé Clown Car, suivi par ¿ Posible o' Imposible ? en 2012, et I, Anybody en 2014.

## Discographie
- 2000 : As Is
- 2001 : Soap
- 2002 : Sure as Hell
- 2002 : Hannah (or The Whale)
- 2003 : These are Good Times
- 2003 : Follow Through On Your Backhand
- 2006 : Moxie Bravo
- 2007 : Get the Guests
- 2008 : CreEPy
- 2009 : Ode to the Inverse of the Dude
- 2010 : Live At Guantanamo Bay, Cuba
- 2010 : Dragon Dicks
- 2011 : Clown Car
- 2012 : ¿ Posible o' Imposible ?
- 2014 : I, Anybody